# Spas, Rojneativ
Spas (în ucraineană Спас) este localitatea de reședință a comunei Spas din raionul Rojneativ, regiunea Ivano-Frankivsk, Ucraina.

## Demografie
Componența lingvistică a localității Spas
     Ucraineană (99,89%)
     Alte limbi (0,1%)
Conform recensământului din 2001, majoritatea populației localității Spas era vorbitoare de ucraineană (99,89%), existând în minoritate și vorbitori de alte limbi.